# Sunbeam (Band)
Sunbeam ist ein deutsches Musik-Projekt. Es besteht aus Florian Preis und Michael Gerlach, die seit 1992 mit progressiven Dance-/Trance-Produktionen und Remixen nationale sowie internationale Erfolge erzielen konnten.

## Geschichte
Florian Preis (* 1972 in Bensheim) und der gebürtige Iraner Michael Gerlach (* 1973 in Teheran) gründeten im Jahr 1992 das Projekt Sunbeam, von dem 1994 erstmals zu hören war. Die beiden DJs kannten sich bereits seit ihrer Kindheit. Nach der "E.P. Of High Adventure" folgte im gleichen Jahr "Outside World" (am Bekanntesten im "Seismic Remix"). Diese Produktion enthielt zwei Vocal-Samples aus dem Film "Akira" ("You know we aren’t meant to exist in the outside world" und "I came to get you") und wurde vor allem durch den gleichnamigen Remix im Jahr im 1999 zu einem Evergreen Sunbeams. Ein Jahr später traten sie auf der Mayday auf. Nach zwei weiteren Veröffentlichungen, "Love Is Paradise" und "Arms Of Heaven", stieg "Dreams" 1997 als erste Single in die Media-Control-Top-100 ein. Bei der Produktion hatten unter anderem Rick J. Jordan (Hendrik Stedler) von Scooter sowie das heutige Scooter-Mitglied Michael Simon geholfen. Die Neuauflage von "Outside World" setzte den Erfolg fort. Aus der folgenden Kollaboration mit DJ Tomcraft entstand "Versus", das jedoch maßgeblich von Sunbeam produziert wurde. Weitere Erfolge wurden "Wake Up", "Do It" und "One Minute In Heaven", die wie alle anderen Singles auf dem national erschienenen Album "Lightyears" enthalten waren. Dieses wurde im Jahr 2001 auf Edel Records (Germany) veröffentlicht, auf dem sich außerdem ein Mix aus selektiven Produktionen Sunbeams befand. Es folgte eine anderthalbjährige Auszeit. Anschließend erschien eine neue Produktion unter dem Titel "Watching The Stars" als Vinyl. Im Jahr 2004 erschien außerdem eine Vinyl unter dem Titel "Low Gravity", in der sich Sunbeam von ihrem erfolgreichen progressiven Trance-Sound abwandten und elektronischeren Einflüssen annahmen. Seitdem kam es zu keiner weiteren Veröffentlichung oder einem Auftritt.
Von 1999 bis 2002 waren Sunbeam Mitglied der "Trance Allstars" (ATB, DJ Mellow-D, Schiller, Talla 2XLC, DJ Taucher) und lieferten jeweils einen Remix zu den Singles "The First Rebirth", "Ready To Flow", "Lost In Love" und "Go" ab. Alle Singles platzierten sich in den Top-40 der deutschen Single-Charts. Sie traten der Gruppe im Rahmen der Trance Allstars Wiedervereinigung 2024 ein zweites Mal bei.
Neben Sunbeam waren Gerlach und Preis außerdem unter ihren Pseudonymen "Chrome & Price", "Force 2" "Art Bizarre" sowie "Iron Wobble" aktiv.

## Diskografie
- 1994: E.P. of High Adventure (CD)
- 1994: Outside World E.P. (Vinyl/Single)
- 1994: Outside World (Mixes) (Vinyl/Single)
- 1994: Sunbeam E.P. (Vinyl in Italien)
- 1995: Love Is Paradise (Vinyl/Single)
- 1995: Out of Reality (CD/Album – nur USA)
- 1996: Arms of Heaven (Vinyl/Single)
- 1997: Dreams (Vinyl/Single)
- 1997: Out of Reality (US-Album)
- 1998: Lost in Music (Promo-Vinyl)
- 1999: Outside World (Vinyl/Single)
- 2000: Versus (Tomcraft vs. Sunbeam) (Vinyl/Single)
- 2000: Wake Up (Vinyl/Single)
- 2001: Do It (Vinyl/Single)
- 2001: One Minute in Heaven (Vinyl/Single)
- 2001: Lightyears (Album)
- 2003: Watching the Stars (Vinyl)
- 2004: Low Gravity (Vinyl)